# Волфганг Филип фон Хоенфелс
Волфганг Филип фон Хоенфелс (на немски: Wolfgang Philipp von Hohenfels; * ок. 1539/пр. 1568; † 1575) е господар на замък Хоенфелс в Баден-Вюртемберг и на господството Райполтскирхен в Рейнланд-Пфалц. Фамилията фон Хоенфелс е странична линия на господарите фон Боланден. Резиденцията е водният замък Райполтскирхен.

## Произход и наследство
Той е син на Йохан II фон Хоенфелс (1518 – 1573), господар на Райполтскирхен-Риксинген, и първата му съпруга Катарина фон Насау-Висбаден-Идщайн (1515 – 1540), дъщеря на граф Филип I фон Насау-Висбаден-Идщайн († 1558) и Адриана де Глимес († 1524). Баща му се жени втори път през 1542 г. за графиня Мария Сидония фон Йотинген-Йотинген († 1596). Внук е на Волфганг фон Хоенфелс († 1538) и Катарина фон Раполтщайн († 1519).
Сестра му Клаудия фон Хоенфелс († 1582) се омъжва на 1 юни 1561 г. в Риксинген за граф Лотар фон Йотинген († 1566), през 1569 г. за брат му граф Лудвиг XVI фон Йотинген-Йотинген († 1569) и сл. 1573 г. за Йозеф Цвик.
Родът фон Хоенфелс измира през 1602 г. със синът му Йохан III фон Хоенфелс. Според завещание от 1603 г., чрез графиня Амалия фон Даун-Фалкенщайн, майка на последния фон Хоенфелс, замъкът отива след нейната смърт през 1608 г. на братята ѝ Емих († 1628) и Себастиан († 1619/1628), графове фон Даун-Фалкенщайн. През 1628 г. господството отива, отново според нейното завещание, на нейните племенници Йохан Казимир (1583 – 1634) и Стеен фон Льовенхаупт (1586 – 1645), синове на сестра ѝ Сидония фон Даун-Фалкенщайн (1549 – 1590), омъжена за шведския граф Аксел Стенсон Льовенхаупт фон Разеборг (1554 – 1619), братовчеди на шведския крал Густав II Адолф от фамилията Васа. Имперското господство Райполтскирхен съществува до 1792 г.

## Фамилия
Волфганг Филип фон Хоенфелс се жени ок. 1568 г. за графиня Амалия фон Даун-Фалкенщайн (* 26 септември 1547; † 25 октомври 1608, Райполтскирхен), дъщеря на граф Йохан фон Даун-Фалкенщайн († 1579) и Урсула фон Залм-Кирбург († 1601). Резиденцията е водният замък Райполтскирхен. Те имат един син:
- Йохан III фон Хоенфелс (* 1577; † 3 юли 1602, Форбах), господар на Форбах

Вдовицата му Амалия фон Даун-Фалкенщайн-Райполдскирхен се омъжва втори път на 16 февруари 1578 г. за Филип I фон Лайнинген-Вестербург (* 10 ноември 1527; † 17 септември 1597).